# Jenkovce
Jenkovce – wieś (obec) na Słowacji położona w kraju koszyckim, w powiecie Sobrance. Pierwsze wzmianki o miejscowości pochodzą z 1288 roku.
Według danych z dnia 31 grudnia 2012 roku, wieś zamieszkiwało 467 osób, w tym 216 kobiet i 251 mężczyzn.
W 2001 roku rozkład populacji względem narodowości i przynależności etnicznej wyglądał następująco:
- Słowacy – 98,89%
- Czesi – 0,67%
- Rusini – 0,22%
- Ukraińcy – 0,22%

Ze względu na wyznawaną religię struktura mieszkańców kształtowała się w 2001 roku następująco:
- Katolicy rzymscy – 39,42%
- Grekokatolicy – 12,03%
- Ewangelicy – 4,9%
- Prawosławni – 0,22%
- Ateiści – 0,22%
- Nie podano – 0,45%